# Liste der Kommandanten der NS-Ordensburgen
Dies ist eine Liste der Kommandanten der NS-Ordensburgen.

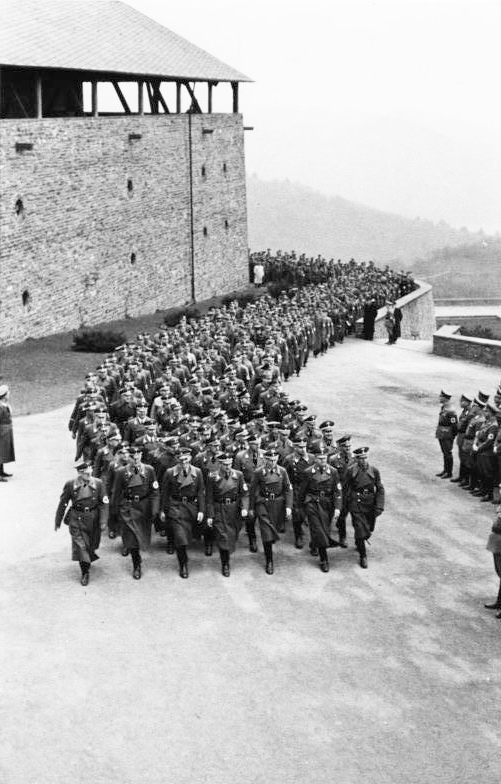
Marschierende Junker auf der NS-Ordensburg Vogelsang (1937)

## Kurzeinführung
Die Burgkommandanten standen den einzelnen sogenannten NS-Ordensburgen vor, Schulungsstätten der NSDAP für die Ausbildung ihres Führungsnachwuchses. Unter der Leitung des Reichsorganisations-Leiters der NSDAP, Robert Ley, entstanden im Deutschen Reich nach der Machtergreifung in den 1930er Jahren drei Ordensburgen: Vogelsang, Sonthofen und Krössinsee (auch: Crössinsee). Diese waren nach Hans-Dieter Arntz in ihren Aufgaben unterschiedlich ausgerichtet:

„In Crössinsee wurden die Anwärter charakterlich ausgerichtet. Sonthofen bildete sie in Verwaltungs-, politischen, diplomatischen und Militäraufgaben aus. Die in der Eifel gelegene Ordensburg Vogelsang verbreitete die rassistische Philosophie der neuen Ordnung.“

## Liste der Kommandanten
Idealerweise angegeben sind die Zeit der Kommandantur, Name (Lebensdaten), weiteres. Die folgende Übersicht erhebt keinen Anspruch auf Aktualität oder Vollständigkeit:

### NS-Ordensburg Vogelsang (Eifel)
- 1934–1935: Franz Binz (1896–1965)

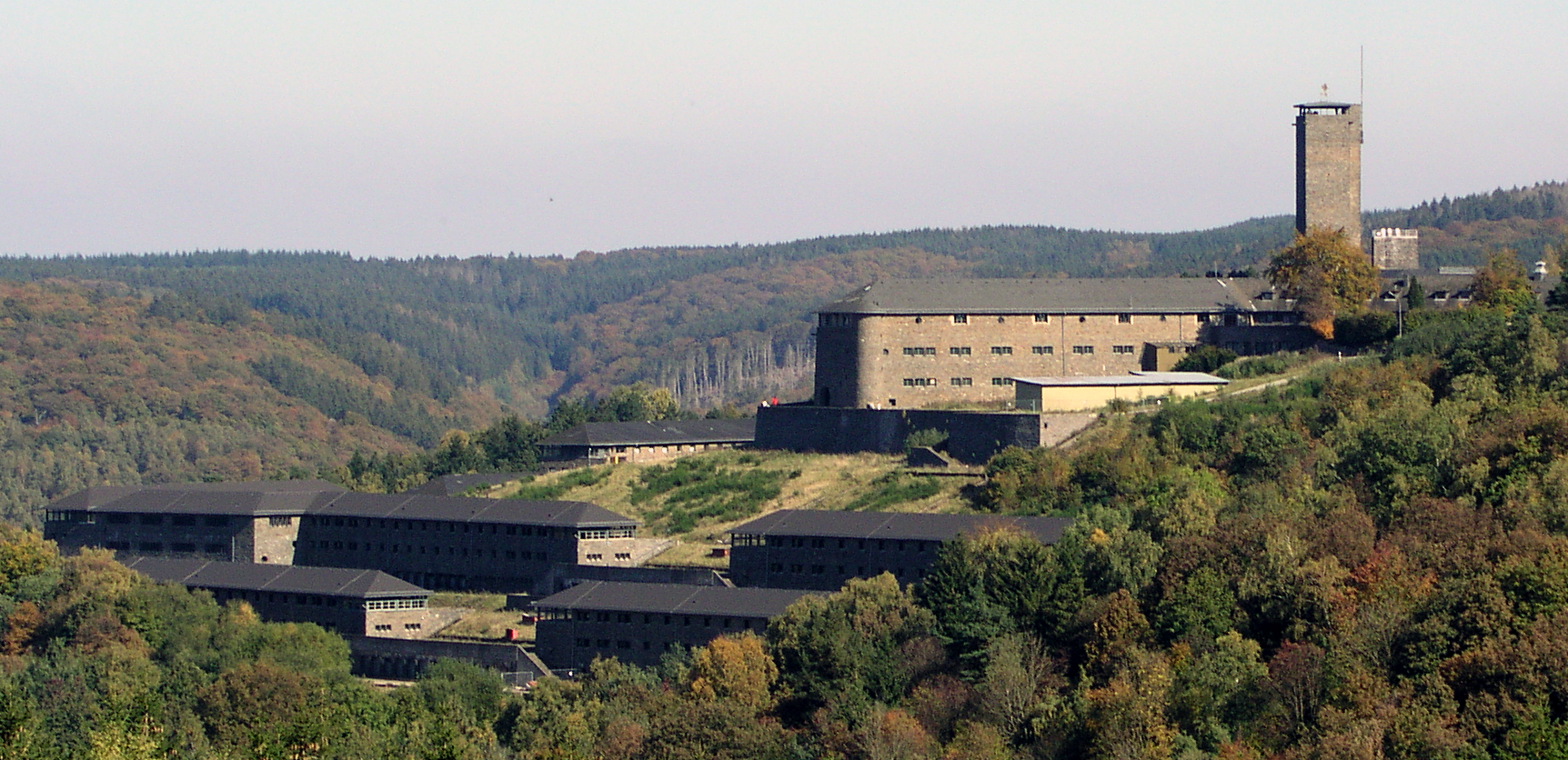
NS-Ordensburg Vogelsang

- 1935–1936: Richard Ohling (1908–1985)
- 1936–1939: Richard Manderbach (1889–1962)
- 1939–1941: Hans Dietel (1908–1941)
- 1941–1943: Fritz Franz Montag (1896–1943)
- Heinrich Bruhn

### NS-Ordensburg Sonthofen (Allgäu)

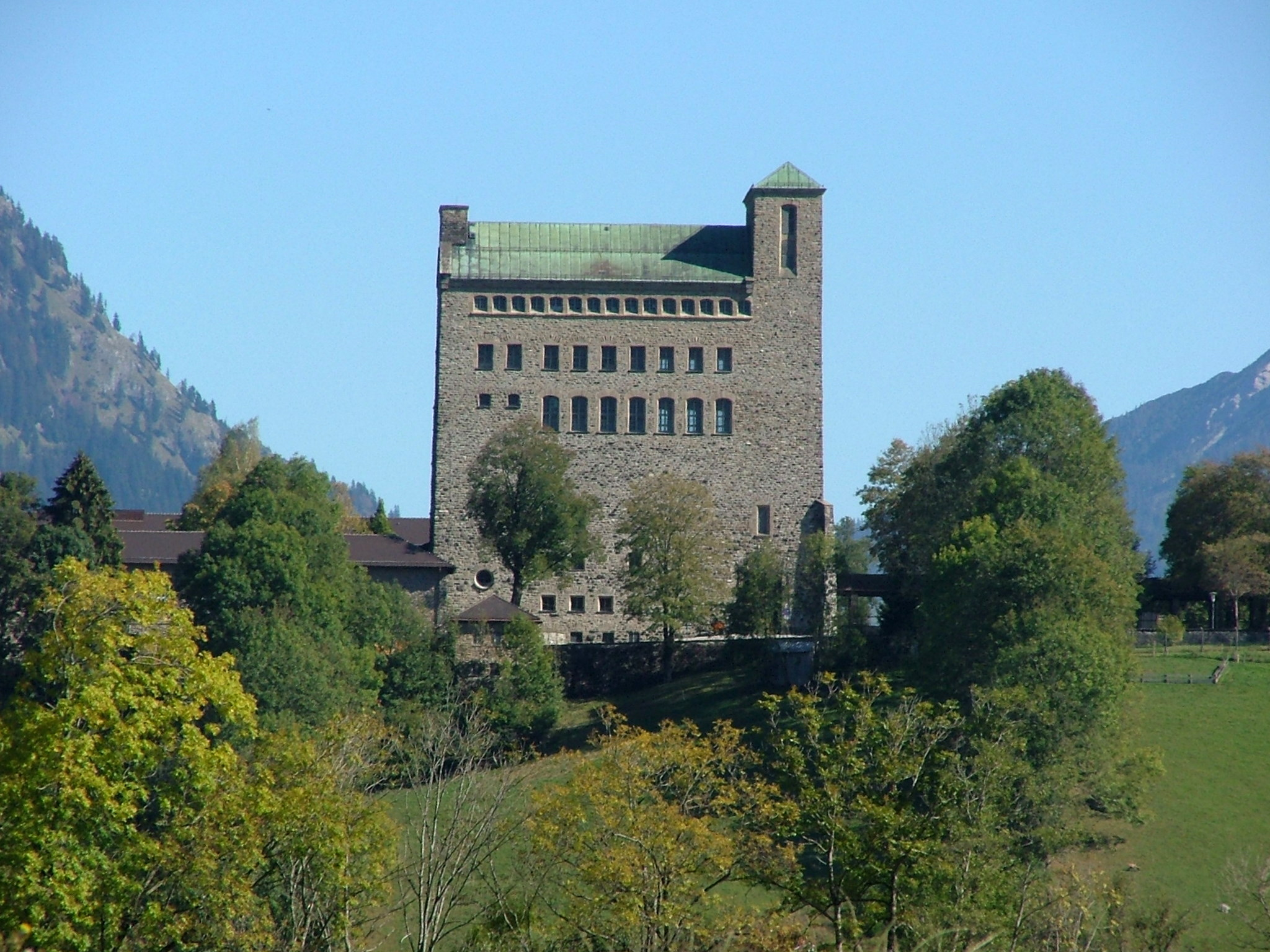
NS-Ordensburg Sonthofen

- Juni 1936–Februar 1941: Robert Bauer (1898–1965)
- Februar 1941–1945 Theodor Hupfauer (1906–1993)

### NS-Ordensburg Krössinsee (Pommern)

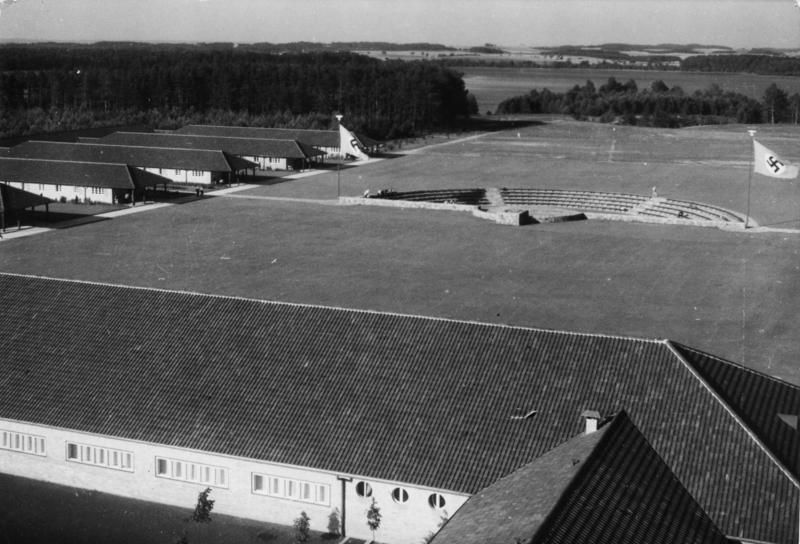
NS-Ordensburg Krössinsee

- 1934–1936: Paul Eckhardt (1898–1948)
- 1936–1945: Otto Gohdes (1896–1945)